# Renée Nicoux
Renée Nicoux, née le 26 mars 1951 dans la Creuse, est une femme politique française. Membre du Parti socialiste, elle est sénatrice de la Creuse de 2009 à 2014.

## Biographie
Ses études en Creuse, à Limoges et à Paris lui font obtenir une licence et une maîtrise d'anglais de l'université Paris 8 Vincennes. Après un début de carrière en Île-de-France, elle devient bibliothécaire à la bibliothèque départementale de prêt de Guéret. Elle est ensuite professeur certifié d'anglais dans divers établissements creusois à Bourganeuf, Guéret, Felletin, puis nommée proviseur-adjoint au lycée Pierre-Bourdan de Guéret.
Elle quitte son poste en juin 2004, alors élue au conseillère régionale du Limousin sous l'étiquette socialiste. Elle est nommée vice-présidente, chargée des schémas régionaux, et élue présidente du syndicat mixte de Vassivière.
En mars 2008, elle est élue maire de Felletin face au maire sortant, ancien collaborateur de Valéry Giscard d'Estaing, Michel Pinton, et devient vice-présidente de la communauté de communes Aubusson-Felletin, chargée de l'économie, du tourisme et de l'accueil. Elle échoue en revanche lors des cantonales dans le canton de Felletin face au maire UMP de Vallière, Yves Chamfreau. Elle devient néanmoins, en 2008, présidente du Pays Sud Creusois.
Suppléante d'André Lejeune au Sénat, elle lui succède après son décès, survenu le 9 septembre 2009. Devenue sénatrice, elle démissionne de sa fonction de vice-présidente de la communauté de communes Aubusson-Felletin. Elle abandonne aussi son mandat de vice-présidente du conseil régional du Limousin en ne se représentant pas aux élections de 2010.
Lors des élections municipales de mars 2014, sa liste est battue par celle de Jeanine Perruchet. Elle est néanmoins élue conseillère municipale.
Elle ne se représente pas lors des sénatoriales de 2014.
À nouveau candidate aux élections municipales de 2020 à Felletin, notamment face à l'ancien maire de droite Michel Pinton, elle l'emporte au second tour face au divers droite Philippe Collin et retrouve son siège de maire, six ans après sa défaite.

## Mandats électifs

### Mandats en cours
Communauté de communes Creuse Grand Sud
- Déléguée communautaire depuis avril 2014

Felletin
- Maire depuis juillet 2020

### Mandats antérieurs
Conseil régional du Limousin
- Conseillère régionale du 29 mars 2004 au 14 mars 2010
- Vice-présidente de mars 2008 au 14 mars 2010

Communauté de communes Aubusson-Felletin
- Vice-présidente, chargée de l’économie, du tourisme et de l’accueil de mars 2008 à septembre 2009

Felletin
- Maire du 16 mars 2008 à avril 2014

Sénat
- Sénatrice de la Creuse du 10 septembre 2009 au 30 septembre 2014
- Vice-présidente de la commission des affaires économiques d'octobre 2011 à septembre 2014

## Décorations
- Chevalier de la Légion d'honneur[3]